# Afrikamesterskabet i håndbold (kvinder)
Afrikamesterskabet i håndbold for kvinder er det kontinentale mesterskab i håndbold for kvindelandshold i Afrika. Mesterskabet er arrangeret af Confederation Africaine de Handball (CAHB) siden 1974 og afvikles hvert andet år.
Mesterskabet fungerer tillige som kvalifikation til VM i håndbold.

## Resultater

### Turneringer
| Turn. | Guld            | Sølv            | Bronze                      | Værtsby og -land                   |
| ----- | --------------- | --------------- | --------------------------- | ---------------------------------- |
| 1974  | Tunesien        | Senegal         | Egypten                     | Tunis, Tunesien                    |
| 1976  | Tunesien        | Congo           | Algeriet                    | Algier, Algeriet                   |
| 1979  | Congo           | Cameroun        | Algeriet                    | Brazzaville, Congo                 |
| 1981  | Congo           | Tunesien        | Nigeria                     | Tunis, Tunesien                    |
| 1983  | Congo           | Nigeria         | Cameroun                    | Cairo, Egypten                     |
| 1985  | Congo           | Elfenbenskysten | Cameroun                    | Luanda, Angola                     |
| 1987  | Elfenbenskysten | Cameroun        | Congo                       | Rabat, Marokko                     |
| 1989  | Angola          | Elfenbenskysten | Congo                       | Algier, Algeriet                   |
| 1991  | Nigeria         | Angola          | Congo                       | Cairo, Egypten                     |
| 1992  | Angola          | Congo           | Elfenbenskysten             | Yamoussoukro, Elfenbenskysten      |
| 1994  | Angola          | Elfenbenskysten | Algeriet                    | Tunis, Tunesien                    |
| 1996  | Elfenbenskysten | Algeriet        | Angola                      | Cotonou, Benin                     |
| 1998  | Angola          | Congo           | Elfenbenskysten             | Johannesburg, Sydafrika            |
| 2000  | Angola          | Congo           | Tunesien                    | Algier, Algeriet                   |
| 2002  | Angola          | Elfenbenskysten | Tunesien                    | Rabat, Marokko                     |
| 2004  | Angola          | Cameroun        | Elfenbenskysten             | Cairo, Egypten                     |
| 2006  | Angola          | Tunesien        | Congo                       | Tunis, Tunesien                    |
| 2008  | Angola          | Elfenbenskysten | Congo                       | Luanda, Benguela og Huambo, Angola |
| 2010  | Angola          | Tunesien        | Elfenbenskysten             | Cairo og Suez, Egypten             |
| 2012  | Angola          | Tunesien        | Dem. Rep. Congo             | Casablanca, Marokko                |
| 2014  | Tunesien        | Dem. Rep. Congo | Angola                      | Algier, Algeriet                   |
| 2016  | Angola          | Tunesien        | Cameroun                    | Luanda, Angola                     |
| 2018  | Angola          | Senegal         | Demokratiske Republik Congo | Brazzaville, Congo                 |
| 2021  | Angola          | Cameroun        | Tunesien                    | Yaoundé, Cameroun                  |

### Medaljefordeling 1972–2016
| Plac. | Land                        | Guld | Sølv | Bronze | Total |
| ----- | --------------------------- | ---- | ---- | ------ | ----- |
| 1.    | Angola                      | 12   | 1    | 2      | 15    |
| 2.    | Congo                       | 4    | 4    | 5      | 13    |
| 3.    | Tunesien                    | 3    | 5    | 2      | 10    |
| 4.    | Elfenbenskysten             | 2    | 5    | 4      | 11    |
| 5.    | Nigeria                     | 1    | 1    | 1      | 3     |
| 6.    | Cameroun                    | 0    | 3    | 3      | 6     |
| 7.    | Algeriet                    | 0    | 1    | 3      | 4     |
| 8.    | Demokratiske Republik Congo | 0    | 1    | 1      | 1     |
| 9.    | Senegal                     | 0    | 1    | 0      | 1     |
| 10.   | Egypten                     | 0    | 0    | 1      | 1     |
| Total | Total                       | 22   | 22   | 22     | 63    |

## Deltagende lande
Nøgle
- Q — Kvalificeret til kommende turnering
- ••  — Kvalificerede sig, men trak sig.
- •  — Kvalificerede sig ikke
- ×  — Stillede ikke op/Trak sig tilbage fra mesterskabet
- ××  — Diskvalificeret
- — Vært

| Nation                      | 1974 | 1976 | 1979 | 1981 | 1983 | 1985 | 1987 | 1989 | 1991 | 1992 | 1994 | 1996 | 1998 | 2000 | 2002 | 2004 | 2006 | 2008 | 2010 | 2012  | 2014 | 2016 | 2018 |
| --------------------------- | ---- | ---- | ---- | ---- | ---- | ---- | ---- | ---- | ---- | ---- | ---- | ---- | ---- | ---- | ---- | ---- | ---- | ---- | ---- | ----- | ---- | ---- | ---- |
| Algeriet                    | –    | 3.-  | 3.-  | 5.-  | –    | –    | –    | 4.-  | 4.-  | 5.-  | 3.-  | 2.-  | –    | 6.-  | 4.-  | –    | –    | 6.-  | 4.-  | 4.-   | 4.-  | –    | 8.-  |
| Angola                      | –    | –    | –    | 7.-  | 6.-  | 5.-  | 5.-  | 1.-  | 2.-  | 1.-  | 1.-  | 3.-  | 1.-  | 1.-  | 1.-  | 1.-  | 1.-  | 1.-  | 1.-  | 1.-   | 3.-  | 1.-  | 1.-  |
| Benin                       | –    | –    | 8.-  | –    | –    | –    | -    | –    | –    | –    | –    | –    | –    | –    | –    | –    | –    | –    | –    | –     | –    | –    | –    |
| Cameroun                    | –    | –    | 2.-  | –    | 3.-  | 3.-  | 2.-  | –    | –    | –    | –    | 5.-  | 4.-  | 4.-  | 5.-  | 2.-  | 5.-  | 7.-  | 7.-  | 5.-   | 7.-  | 3.-  | 4.-  |
| Congo                       | –    | 2.-  | 1.-  | 1.-  | 1.-  | 1.-  | 3.-  | 3.-  | 3.-  | 2.-  | 4.-  | 4.-  | 2.-  | 2.-  | 6.-  | 5.-  | 3.-  | 3.-  | 5.-  | 6.-   | 5.-  | 4.-  | 5.-  |
| Demokratiske Republik Congo | –    | –    | –    | –    | –    | –    | –    | –    | –    | 8.-  | –    | –    | –    | –    | 8.-  | 7.-  | 6.-  | 5.-  | 8.-  | 3.-   | 2.-  | 8.-  | 3.-  |
| Elfenbenskysten             | –    | 6.-  | 4.-  | 4.-  | 4.-  | 2.-  | 1.-  | 2.-  | 6.-  | 3.-  | 2.-  | 1.-  | 3.-  | 5.-  | 2.-  | 3.-  | 4.-  | 2.-  | 3.-  | 7.-   | –    | 5.-  | 9.-  |
| Egypten                     | 3.-  | –    | –    | 6.-  | 8.-  | 6.-  | 6.-  | 5.-  | 7.-  | –    | –    | –    | –    | –    | –    | 6.-  | –    | –    | 6.-  | 9.-   | –    | –    | –    |
| Gabon                       | –    | –    | 9.-  | –    | –    | –    | –    | –    | –    | –    | –    | –    | –    | 8.-  | 7.-  | –    | 7.-  | 8.-  | –    | –     | –    | –    | –    |
| Ghana                       | –    | –    | –    | –    | –    | 9.-  | –    | –    | –    | –    | –    | –    | –    | –    | –    | –    | –    | –    | –    | –     | –    | –    | –    |
| Guinea                      | –    | –    | –    | –    | –    | –    | –    | –    | –    | –    | –    | –    | –    | –    | –    | –    | –    | –    | –    | –     | 8. - | 7.-  | 7.-  |
| Marokko                     | –    | –    | –    | –    | –    | –    | 8.-  | –    | –    | –    | –    | –    | –    | –    | 9.-  | –    | –    | –    | –    | 10. - | –    | –    | 10.- |
| Mozambique                  | –    | –    | –    | –    | –    | –    | –    | –    | –    | –    | –    | 6.-  | 5.-  | –    | –    | –    | –    | –    | –    | –     | –    | –    | –    |
| Nigeria                     | –    | –    | 6.-  | 3.-  | 2.-  | –    | –    | –    | 1.-  | 4.-  | 5.-  | –    | –    | –    | –    | –    | –    | –    | –    | –     | –    | –    | –    |
| Senegal                     | 2.-  | 4.-  | –    | –    | –    | –    | –    | –    | 5.-  | 6.-  | –    | –    | –    | 7.-  | –    | –    | –    | –    | –    | 8.-   | 6.-  | ××   | 2.-  |
| Sydafrika                   | –    | –    | –    | –    | –    | –    | –    | –    | –    | –    | –    | –    | 6.-  | –    | –    | –    | –    | –    | –    | –     | –    | –    | –    |
| Tanzania                    | –    | –    | –    | –    | –    | –    | –    | –    | –    | –    | –    | –    | –    | –    | –    | 8.-  | –    | –    | –    | –     | –    | –    | –    |
| Togo                        | –    | –    | 7.-  | –    | –    | –    | –    | –    | –    | –    | –    | 7.-  | –    | –    | –    | –    | –    | –    | –    | –     | –    | –    | –    |
| Tunesien                    | 1.-  | 1.-  | –    | 2.-  | 5.-  | 4.-  | 4.-  | 6.-  | –    | 7.-  | 6.-  | –    | –    | 3.-  | 3.-  | 4.-  | 2.-  | 4.-  | 2.-  | 2.-   | 1.-  | 2.-  | 6.-  |
| Uganda                      | 4.-  | 5.-  | 5.-  | –    | –    | –    | –    | –    | –    | –    | –    | –    | –    | –    | –    | –    | –    | –    | –    | –     | –    | –    | –    |
| Total                       | 5    | 7    | 9    | 7    | 9    | 9    | 8    | 6    | 7    | 8    | 6    | 7    | 6    | 8    | 9    | 8    | 7    | 8    | 8    | 10    | 9    | 8    | 10   |